# Référendum vénézuélien de 2017
Un  référendum a eu lieu 16 juillet 2017, à l'initiative de l'opposition, pour protester contre la tenue des élections législatives vénézuéliennes de 2017. Le référendum a ainsi lieu de manière non officielle, sans être organisé ni reconnu par le gouvernement.

## Objet
Le référendum porte sur trois questions :
- la première sur un rejet de l'élection de l'Assemblée constituante ;
- la seconde demandant à l'armée de faire respecter l'ordre constitutionnel et d'obéir au Parlement ;
- la troisième de former un gouvernement d'union nationale et de convoquer des élections anticipées.

## Déroulement

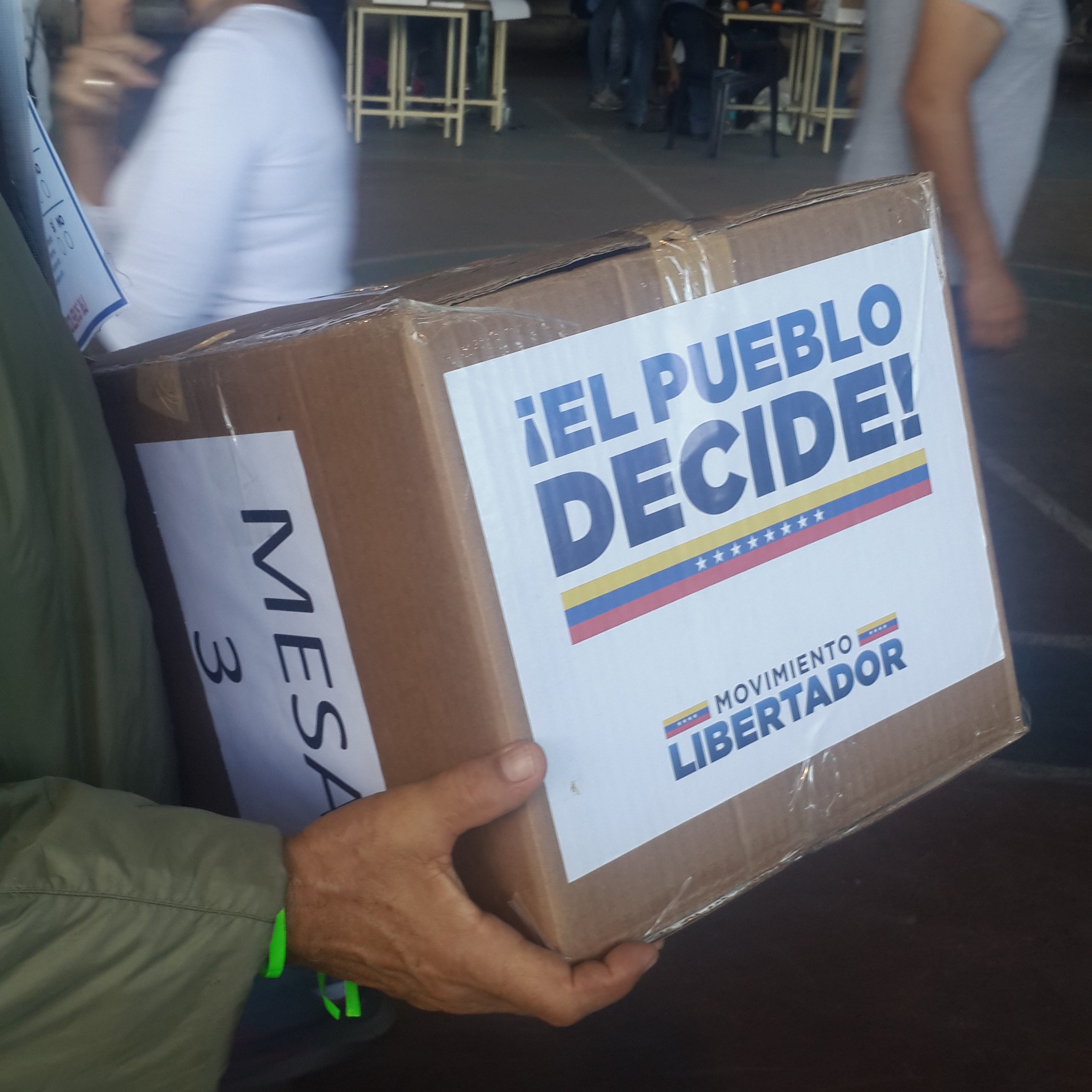
Urne.

Le référendum est organisé au cours d'une grande vague de manifestations à travers le Venezuela qui dure depuis plusieurs mois.

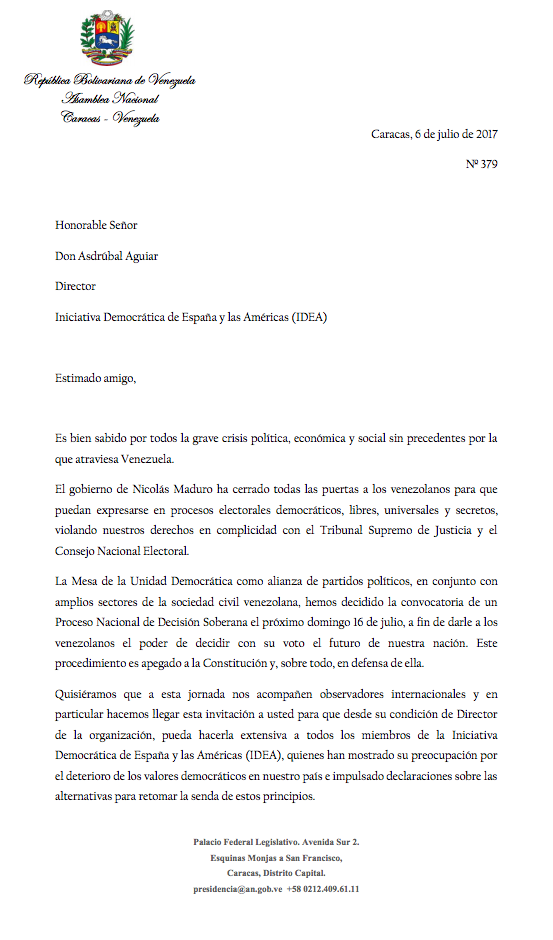
Décret de convocation du référendum, signé par le président de l'Assemblée nationale, Julio Borges.

Le scrutin est supervisé par cinq anciens présidents de pays d'Amérique du Sud : Laura Chinchilla et Miguel Ángel Rodríguez du Costa Rica, Vicente Fox du Mexique, Andrés Pastrana de Colombie, Jorge Quiroga de Bolivie.
Le référendum est également soutenu par les États-Unis, l'Union européenne, l'OEA et l'ONU. L'archevêque Diego Padron, président de la Conférence épiscopale vénézuélienne, a mis à disposition les locaux appartenant à l'Eglise, à l'exception des lieux de culte, pour l'organisation du référendum. 
Le référendum s'est déroulé dans le calme mais une femme a été tuée et trois autres personnes blessées à la sortie d'un bureau de vote de Caracas par un tireur en moto.

## Valeur juridique
Ce référendum est purement symbolique et n'a aucune valeur légale. La coalition de l'opposition MUD elle-même le présente comme un acte de désobéissance civile. Ce qui n'empêche pas ce vote d'avoir une portée politique et médiatique.

## Sondages

### Sur l'issue du scrutin

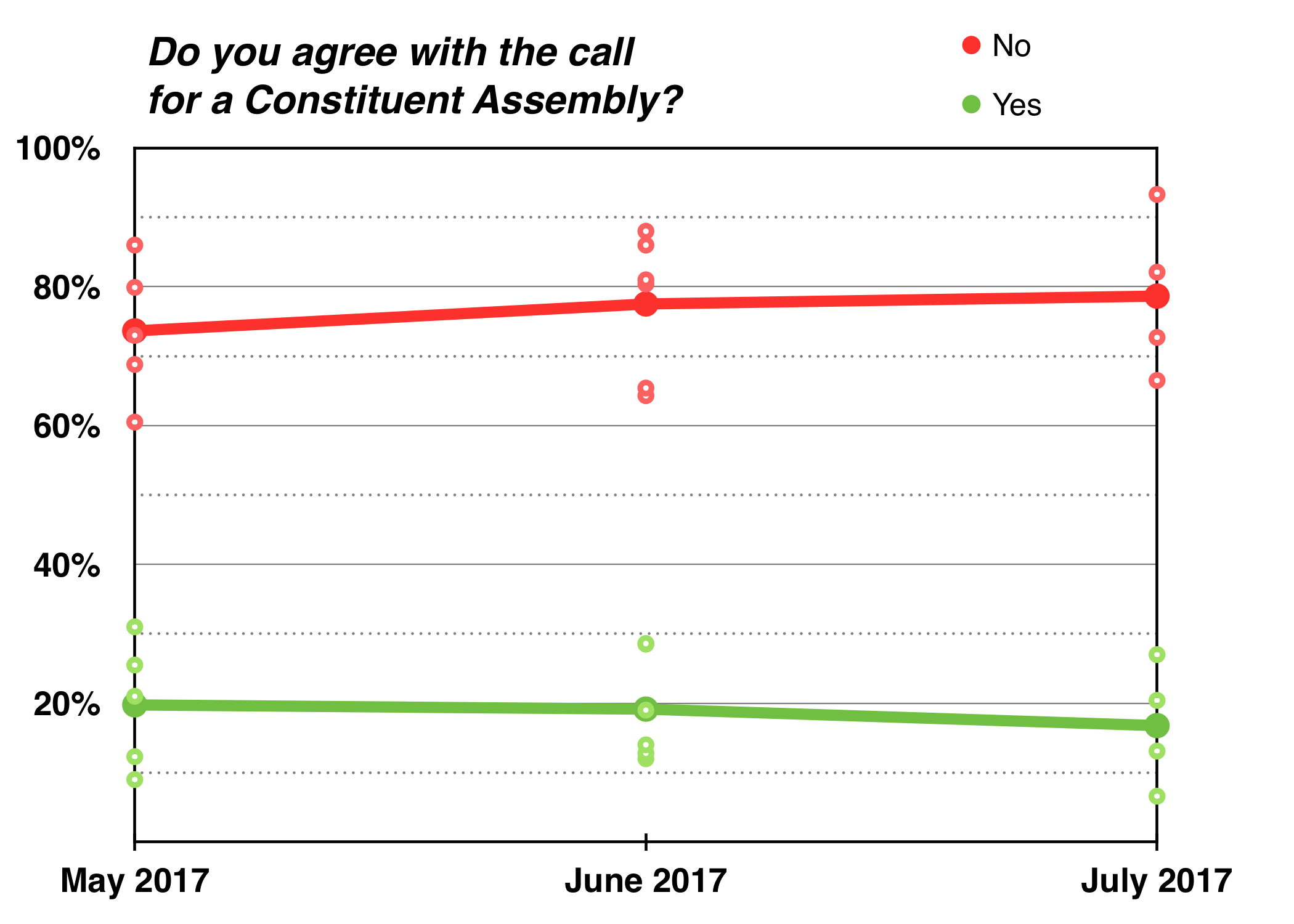
Courbe de tendance.

La plupart des enquêtes d'opinion prévoient une victoire du non au scrutin. Une part élevée de la population pense que le gouvernement est une dictature,.
| Date          | Institut de sondage | Échantillon | Soutient | Rejette | Indécis | Différence |
| ------------- | ------------------- | ----------- | -------- | ------- | ------- | ---------- |
| 7–12 juillet  | Datanalisis         | 500         | 27 %     | 66,5 %  | 4,6 %   | 41, 8 %    |
| 6-11 juillet  | Hercon              | 1200        | 13,1 %   | 82,1 %  | 4,7 %   | 69,0 %     |
| 28 juin       | Hinterlaces         | 1 580       | 54 %     | 44 %    | 2 %     | 10 %       |
| 22 juin       | Meganalisis         | -           | 12,8 %   | 80,4 %  | 6,7 %   | 67,6 %     |
| 22 juin       | Datanalisis         | 1 000       | 23,2 %   | 66,9 %  | 9,9 %   | 43,7 %     |
| 19 juin       | Ceca                | 1 579       | 19 %     | 81 %    | N/A     | 62 %       |
| 7-9 juin      | Pronóstico          | 800         | 14 %     | 86 %    | N/A     | 72 %       |
| 29 mai–4 juin | Datanalisis         | 320         | 27 %     | 69,1 %  | 2,2 %   | 42,1 %     |
| 10–25 mai     | Hercon              | 1 200       | 12.3 %   | 79,9 %  | 7,7 %   | 67,6 %     |
| 10-24 mai     | Hinterlaces         | 1 580       | 54 %     | 44 %    | 2 %     | 10 %       |
| 10–17 mai     | UCV                 | 1 200       | 9%       | 86%     | 5%      | 77%        |
| 8 mai         | Datincorp           | 1 199       | 21 %     | 73 %    | 5 %     | 52 %       |
| 8 mai         | ICS                 | 1 300       | 54,2 %   | 31,2 %  | 14,6 %  | 23 %       |
| 5 mai         | MORE Consulting     | 1 000       | 25,5 %   | 68,8 %  | 5 %     | 43,3 %     |

### Sur la participation
| Date         | Institut de sondage | Échantillon | Participe | Ne participe pas | Indécis |
| ------------ | ------------------- | ----------- | --------- | ---------------- | ------- |
| 6-11 juillet | Hercon              | 1,200       | 55,5 %    | 28,4 %           | 16,0 %  |
| 9 juillet    | Datincorp           | 1199        | 52 %      | 31 %             | 17 %    |

## Résultats

### Première question
| Choix                     | Votes      | %     |
| ------------------------- | ---------- | ----- |
| Pour                      | 7 432 764  | 99,87 |
| Contre                    | 9 078      | 0,13  |
|                           |            |       |
| Votes valides             | 7 441 842  | 98,76 |
| Votes blancs et invalides | 93 417     | 1,24  |
| Total                     | 7 535 259  | 100   |
| Abstention                | 12 269 743 | 61,94 |
| Inscrits/Participation    | 19 805 002 | 38,06 |

### Deuxième question
| Choix                     | Votes      | %     |
| ------------------------- | ---------- | ----- |
| Pour                      | 7 446 381  | 99,87 |
| Contre                    | 9 835      | 0,13  |
|                           |            |       |
| Votes valides             | 7 456 216  | 98,95 |
| Votes blancs et invalides | 79 043     | 1,05  |
| Total                     | 7 535 259  | 100   |
| Abstention                | 12 269 743 | 61,94 |
| Inscrits/Participation    | 19 805 002 | 38,06 |

### Troisième question
| Choix                     | Votes      | %     |
| ------------------------- | ---------- | ----- |
| Pour                      | 7 454 703  | 99,85 |
| Contre                    | 11 348     | 0,15  |
|                           |            |       |
| Votes valides             | 7 466 051  | 99,08 |
| Votes blancs et invalides | 69 208     | 0,92  |
| Total                     | 7 535 259  | 100   |
| Abstention                | 12 269 743 | 61,94 |
| Inscrits/Participation    | 19 805 002 | 38,06 |